# Trochalus urunguensis
Trochalus urunguensis är en skalbaggsart som beskrevs av Moser 1924. Trochalus urunguensis ingår i släktet Trochalus och familjen Melolonthidae. Inga underarter finns listade i Catalogue of Life.